# Keshav Roy
Keshav Pravad Roy (ur. w 1926) – indyjski zapaśnik walczący w stylu wolnym. Olimpijczyk z Londynu 1948, gdzie zajął trzynaste miejsce w kategorii do 79 kg.

## Letnie Igrzyska Olimpijskie 1948
| Konkurencja      | Rundy eliminacyjne     | Rundy eliminacyjne   | Klas. końcowa |
| Konkurencja      | Przeciwnik I           | Przeciwnik II        | Miejsce       |
| ---------------- | ---------------------- | -------------------- | ------------- |
| 79 kg styl wolny | Maurice Vachon (CAN) P | Bruce Arthur (AUS) P | 13.           |